# Lindenhof (Mannheim)
Lindenhof ist ein unmittelbar südlich der Innenstadt am Rhein gelegener Stadtbezirk und Stadtteil von Mannheim im Rhein-Neckar-Dreieck.

## Lage

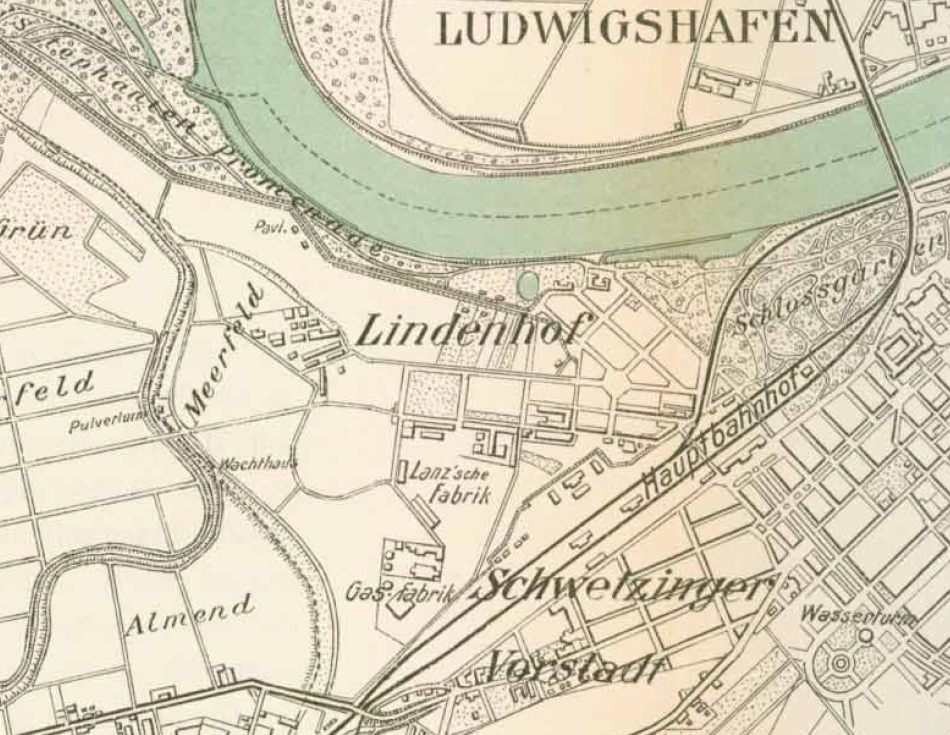
Lindenhof auf einer Karte von 1890

Lindenhof besitzt eine annähernd dreieckige Form. Im Norden bzw. Nordosten grenzen jenseits des Hauptbahnhofs und der Bahnlinie die Mannheimer Innenstadt und die Schwetzingerstadt an, im Süden das Niederfeld und der Almenhof. Die Westgrenze bildet der Rhein mit Ludwigshafen am gegenüberliegenden Ufer.

## Geschichte

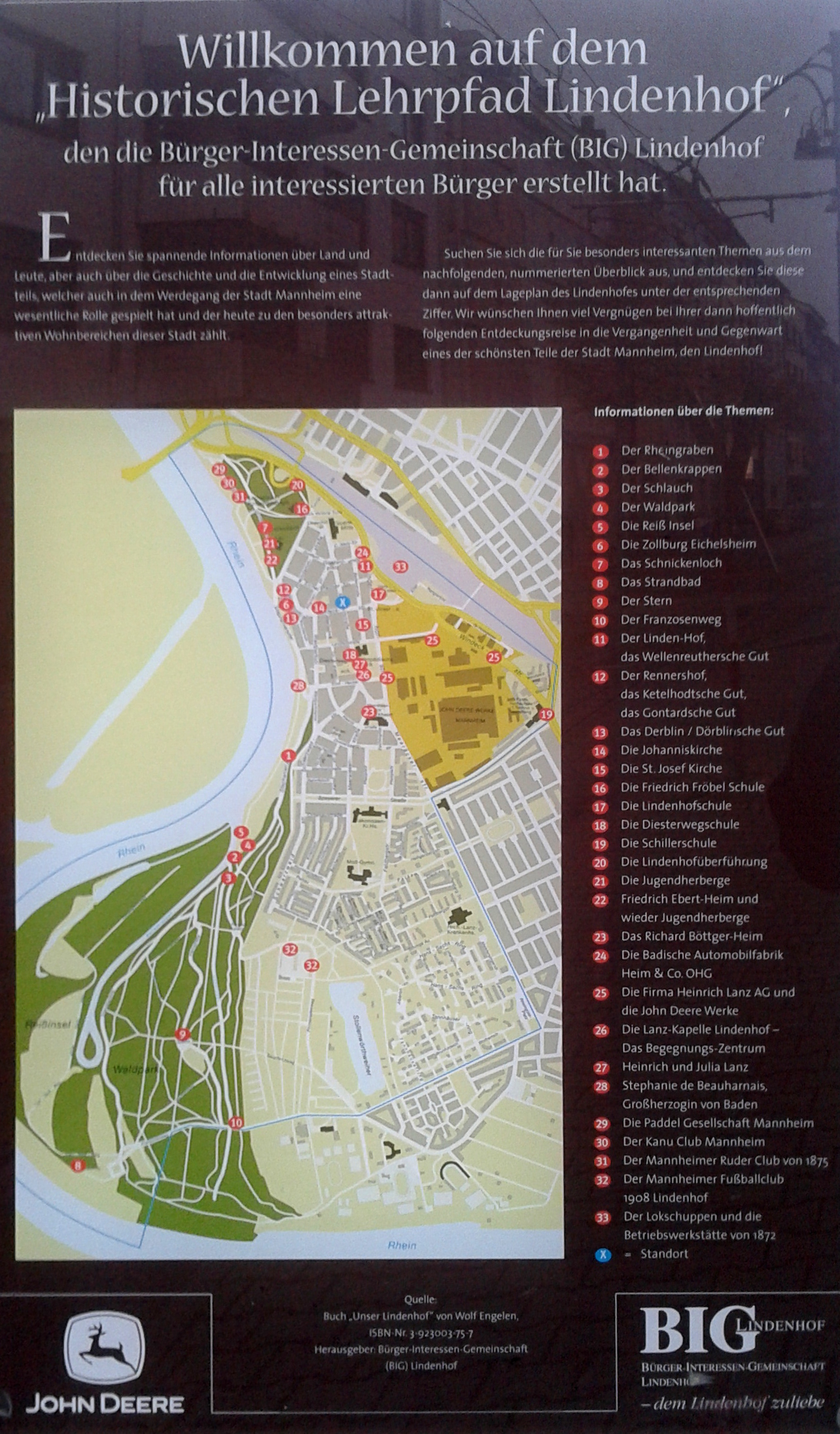
Lindenhof

Im Jahr 1353 wurde am Rhein mit dem Bau der Zollburg Eichelsheim begonnen. Diese wurde in den Folgejahren weiter ausgebaut und überwachte auch offiziell den Rhein. Zwischen 1416 und 1419 saß Gegenpapst Johannes XXIII. auf Eichelsheim als Gefangener ein. 1633 wurde Eichelsheim von den Schweden eingenommen und anschließend zu großen Teilen gesprengt. Fünf Jahre später wurde die Burg wieder aufgebaut. 1688 wurde die Burg im Rahmen des Pfälzischen Erbfolgekriegs vollständig zerstört. Heute befindet sich an der Stelle am Rhein nur noch ein Gedenkstein. Die Burg befand sich am heutigen Stephanienufer, das nach der Adoptivtochter Napoleons und Frau des Großherzogs Karl von Baden, Stéphanie de Beauharnais, benannt wurde. Diese hatte sich als Bewohnerin des Mannheimer Schlosses für die Neugestaltung des Schlossgartens und des Rheinufers eingesetzt.
Im 18. und 19. Jahrhundert entstanden südlich der Stadt landwirtschaftliche Güter mit wechselnden Bezeichnungen in Rhein-Nähe, teilweise auf dem Gelände der ehemaligen Burg Eichelsheim. Die Straßennamen Rennershofstraße und Gontardstraße erinnern daran. Etwas weiter vom Rhein und über einen direkten Weg mit der Stadt verbunden lag der „Lindenhof“, der letztlich namensgebend für den Stadtteil war.
Ab 1870 erfuhr Lindenhof zunächst eine stark industrielle Entwicklung. Am Ende der heutigen Rennershofstraße wurde in Rheinnähe eine Stärkefabrik betrieben. Im Bereich des heutigen Meeräckerplatzes stand die Chemische Fabrik Lindenhof Weyl & Co. 1879 ging das Gaswerk Lindenhof in Betrieb. Die „Aktiengesellschaft Mannheimer Ölfabrik“, später „Verein deutscher Oelfabriken“ (VDO, heute Bunge Deutschland) auf der Bonadies-Insel, hatte ihren Sitz zwischen Hauptbahnhof und der heutigen Gontardstraße. Im Osten des Stadtteils etablierte sich ab 1888 der Landmaschinenhersteller Lanz, der 1956 von John Deere übernommen wurde und heute die größte Traktorenfabrik Europas ist.
Lindenhof entwickelte sich aber bald zu einem bürgerlichen Wohngebiet. Nachdem 1890 Friedrich Engelhorn Großgrundbesitz erworben hatte, wurde Ende 1891 mit dem Auffüllen der Straßen auf dem Gontard’schen Gut begonnen. Lindenhof bekam in der Folge seine Struktur. Dabei entstand auch die einzige Rheinfront Mannheims, wo sich heute unter anderem die Jugendherberge befindet. Die Wohnbebauung schritt von Norden nach Süden voran und erreichte etwa 1906 die heutige Emil-Heckel-Straße. Bis dorthin wurde auch die Straßenbahnlinie Käfertal–Gontardplatz über Windeckstraße und Waldparkstraße verlängert. Die Erschließung des südlicheren Lindenhofs in den Gewannen Meerfeld und Meeräcker erfolgte ab 1910.
Nach dem Tod von Heinrich Lanz stiftete die Familie Lanz der Stadt Mannheim das Heinrich-Lanz-Krankenhaus, das in der Meerfeldstraße erbaut wurde und 1907 in Betrieb ging. Ein Teil davon war die Lanz-Kapelle. Diese sollte 1998 nach einem Beschluss des Landes Baden-Württemberg zusammen mit dem Krankenhaus abgerissen werden. Es bildete sich eine Interessengemeinschaft, die zusammen mit Unterstützung einiger Firmen die historische Substanz, insgesamt 170 Tonnen Sandstein, abbaute und 2001 an einer anderen Stelle des Lanz-Parkes wieder aufbaute. Inzwischen ist die Lanz-Kapelle zu einem Begegnungszentrum geworden.
Im Zweiten Weltkrieg wurde der Stadtteil großflächig, zu 80 Prozent, zerstört. Nach dem Wiederaufbau ist das Straßenbild im Nordteil durch mehrstöckige Wohnanlagen geprägt.
Im September 2010 gab sich Lindenhof ein Stadtteilwappen. Zuvor führte er kein Wappen.
Interessante Informationen zur Geschichte des Lindenhofs vermittelt der historische Lehrpfad Lindenhof mit fünf Informationsschildern und 33 Themenschildern an relevanten Örtlichkeiten.

## Politik

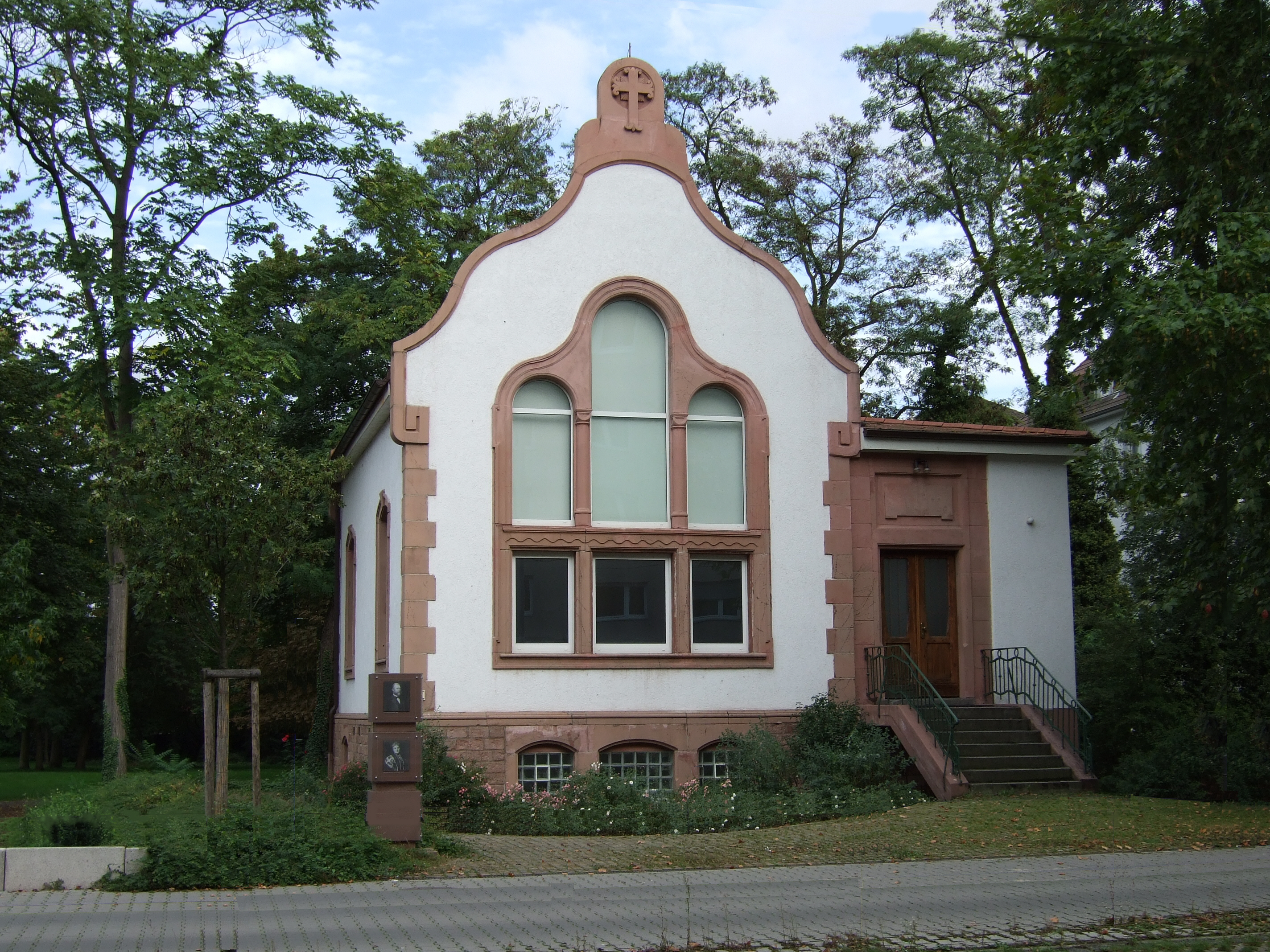
Lanz-Kapelle

Lindenhof ist einer der sechs inneren Stadtbezirke. Nach der Hauptsatzung der Stadt Mannheim hat jeder Stadtbezirk einen Bezirksbeirat, dem 12 dort wohnende Bürger angehören, die der Gemeinderat entsprechend dem Abstimmungsergebnis der Gemeinderatswahl bestellt. Sie sind zu wichtigen Angelegenheiten, die den Stadtbezirk betreffen, zu hören und beraten die örtliche Verwaltung sowie Ausschüsse des Gemeinderats.
| Partei           | 2019 | 2014 | 2009 | 2004 | 1999 | 1994 |
| ---------------- | ---- | ---- | ---- | ---- | ---- | ---- |
| CDU              | 2    | 3    | 4    | 5    | 6    | 5    |
| SPD              | 2    | 3    | 3    | 4    | 4    | 4    |
| GRÜNE            | 4    | 2    | 3    | 2    | 1    | 2    |
| Mannheimer Liste | 1    | 1    | 1    | 1    | 1    | 1    |
| FDP              | 1    | 1    | 1    | 0    | 0    | 0    |
| Linke            | 1    | 1    | 0    | 0    | 0    | 0    |
| AfD              | 0    | 1    | 0    | 0    | 0    | 0    |

Die Bürgerinteressengemeinschaft BIG Lindenhof vertritt die Interessen der Bürger, bewirtschaftet die Lanz-Kapelle und organisiert gesellschaftliche Ereignisse wie das jährlich stattfindende Lanzpark-Fest.

## Kultur und Sehenswürdigkeiten
Am Rheinufer befindet sich die Mannheimer Jugendherberge. Am Rhein entlang führt die Promenade des Stephanienufers. Im weiteren Verlauf folgen Waldpark und Reißinsel. Wahrzeichen des Stadtteils sind die drei Türme der Johanniskirche, der Kirche St. Josef sowie der als „Lanzturm“ bezeichnete ehemalige Wasserturm auf dem Gelände von John Deere. In dessen unmittelbarer Umgebung befindet sich auch das John-Deere-Forum, das Besuchern die Möglichkeit bietet, sich moderne und historische Landmaschinen aus nächster Nähe anzusehen. Moderner ist der Stadtteil entlang der Südtangente wo mit dem „Glückstein-Quartier“ ein neues Stadtquartier mit Wohnungen, Dienstleistungen und Gewerbeflächen errichtet wird.
Südlich des Hauptbahnhofes befindet sich der Victoria-Turm als markantestes und mit 97,5 m höchstes Bauwerk des Stadtteils.

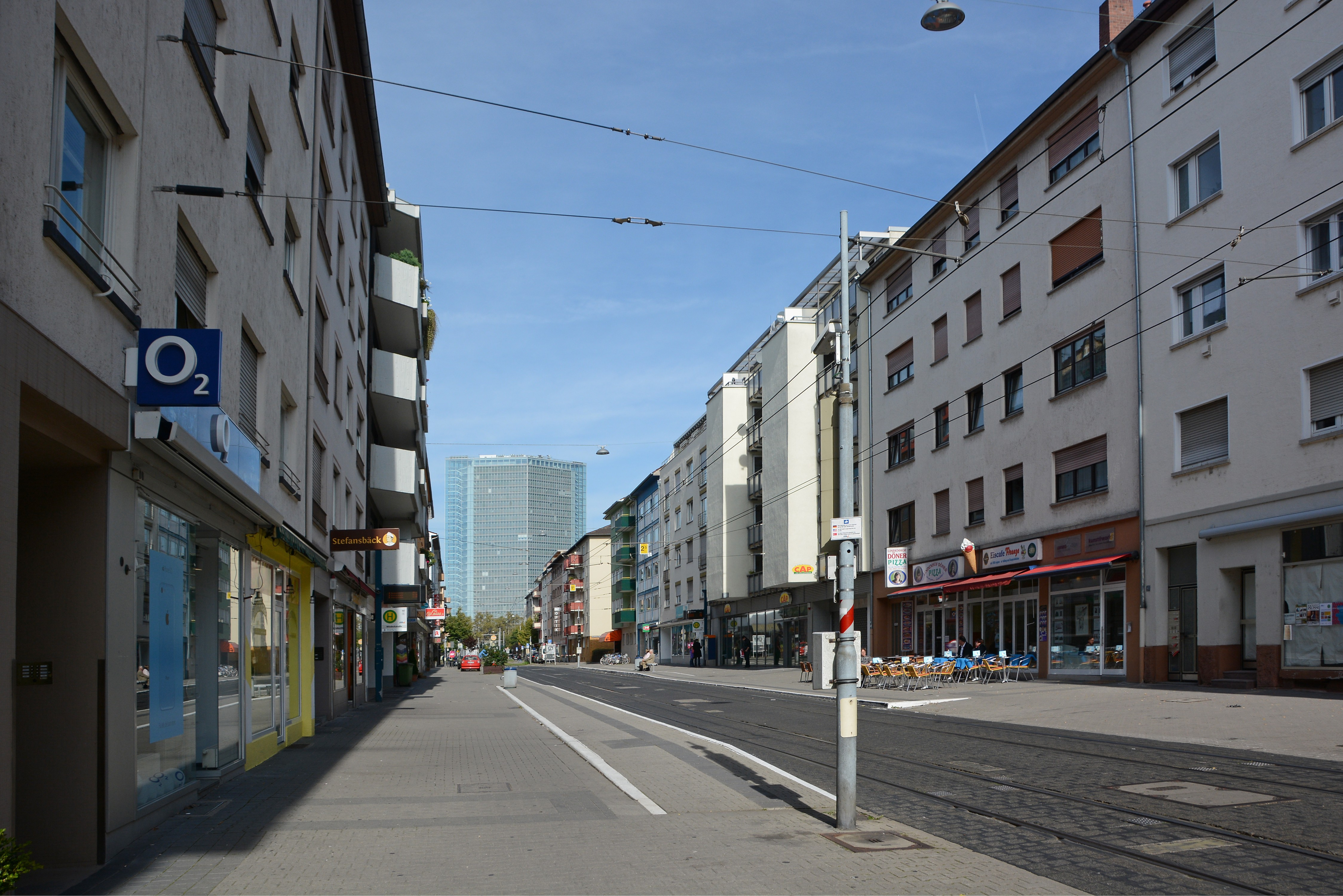
Meerfeldstraße, im Hintergrund der Victoria-Turm
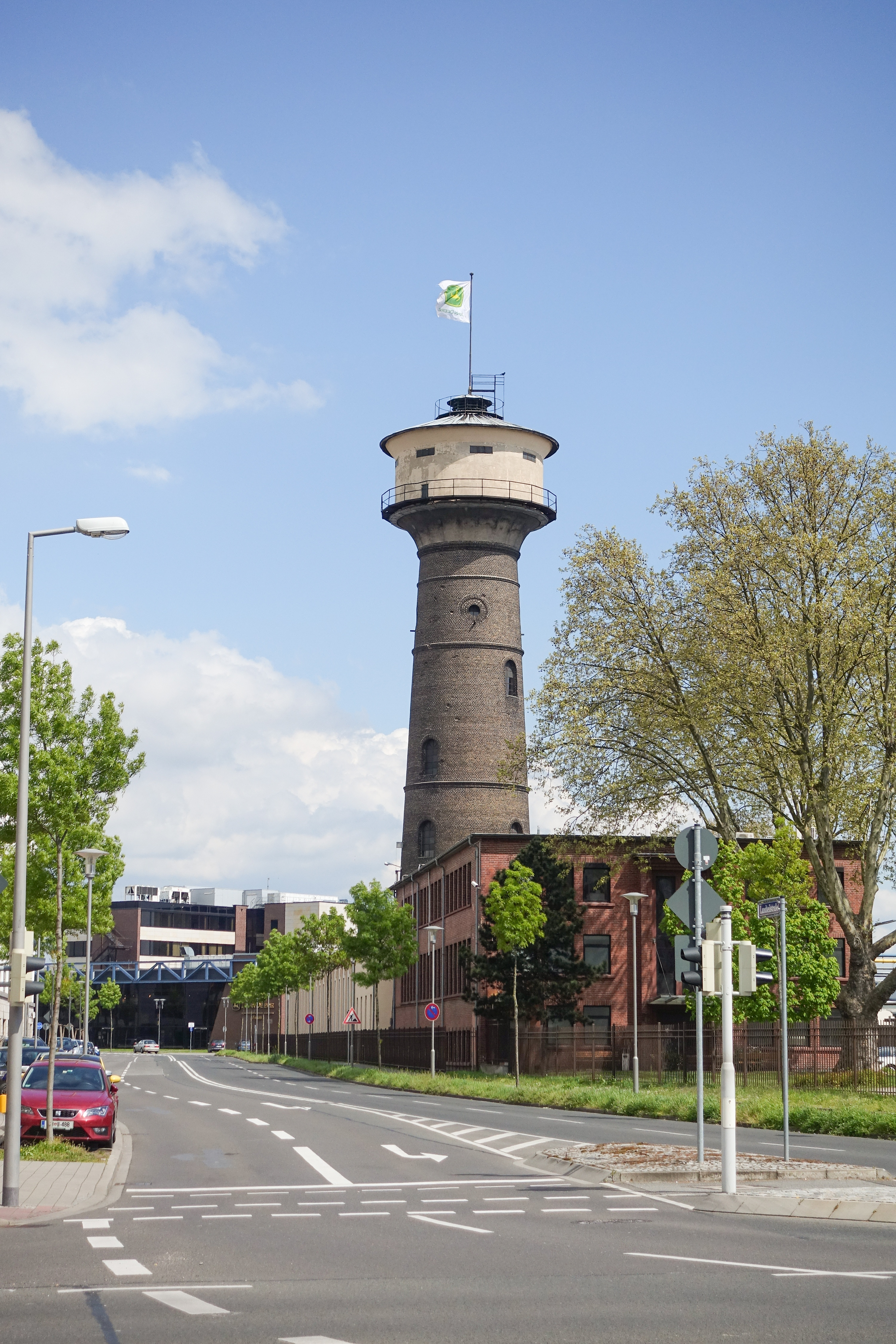
John-Deere-Wasserturm
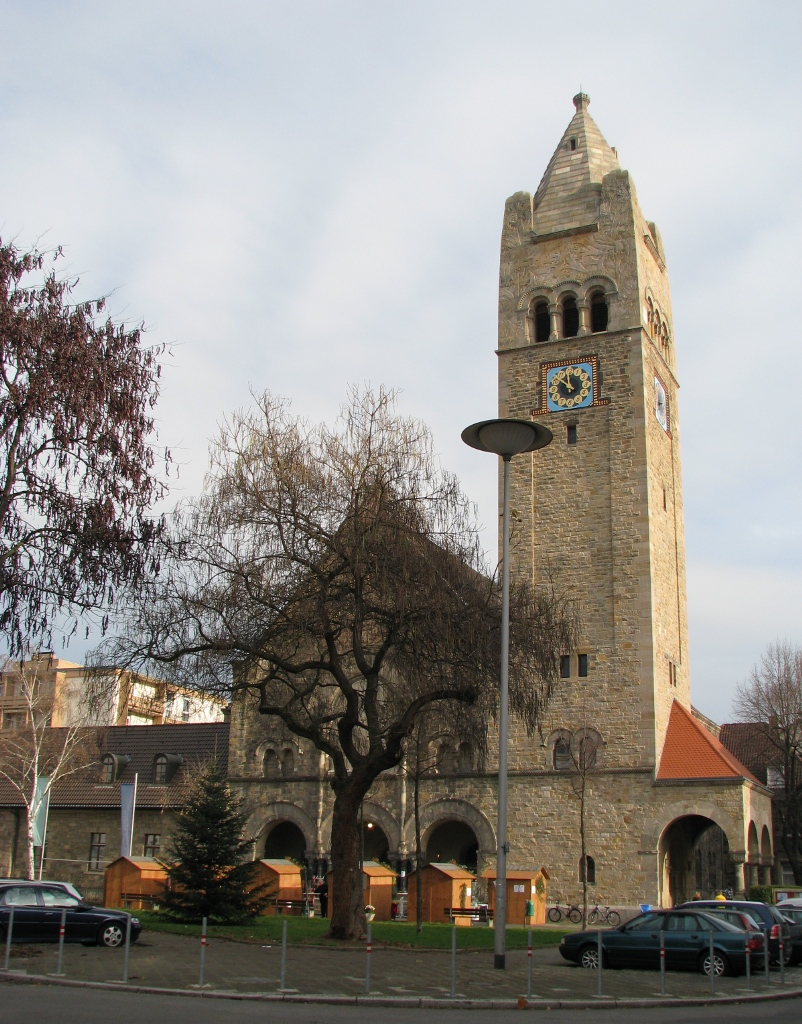
Johanniskirche
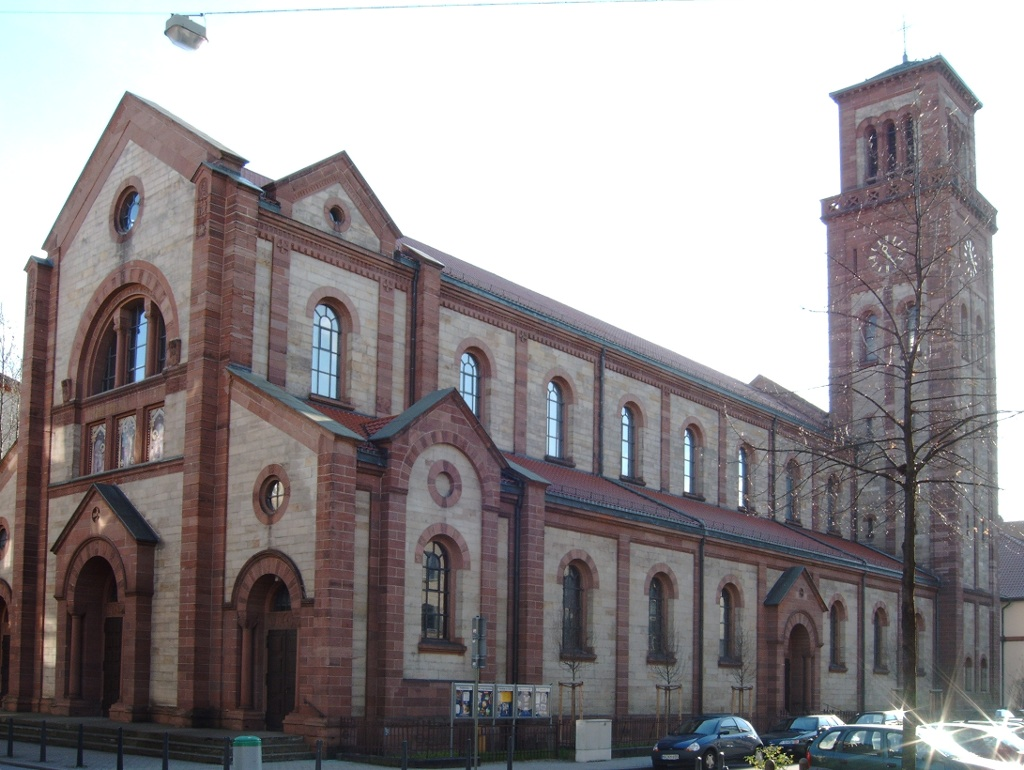
St. Josef

Auch das Vereinsleben ist sehr vielfältig. So ist hier der größte Mannheimer Schachverein ansässig. Der MFC 08 Lindenhof ist der örtliche Fußballverein. Auch ein Kanu Club, bei dem unter anderem Kanu-Polo gespielt wird, gehört zum Stadtteil Lindenhof. Besonders im Sommer finden sich viele Mannheimerinnen und Mannheimer auf den Rheinwiesen ein, um die Sonne und die Natur zu genießen.

## Wirtschaft und Infrastruktur
Im Osten des Stadtteils liegt das Werksgelände der Firma John Deere. Das frühere Lanz-Werk beherbergt die größte Traktorenfabrik Europas sowie die Konzernzentrale des Unternehmens für die Region Europa, Afrika, Naher und Mittlerer Osten. Seit 2007 befindet sich mit dem John-Deere-Forum auch eine öffentliche Ausstellungshalle auf der nordöstlichen Ecke des Firmengeländes.
Den Öffentlichen Personennahverkehr versorgt die RNV mit der Straßenbahnlinie 3 und einer Stadtbuslinie. Ergänzt wird das Angebot durch Carsharing-Fahrzeuge, die an mehreren Carsharing-Stationen im Stadtteil stehen. Über den im Norden gelegenen Hauptbahnhof Mannheim sind sowohl Anschlüsse an die S-Bahn RheinNeckar als auch zu den Fernzügen nach ganz Europa vorhanden.
An der Südtangente (B 36), einer wichtigen Hauptverkehrsstraße, die die Innenstadt entlastet und Mannheims Osten mit Ludwigshafen am Rhein verbindet, entsteht derzeit das neue Glückstein-Quartier. In diesem Zusammenhang wurde die Südtangente verlegt und verläuft seit 2013 entlang der Gleisanlagen der Deutschen Bahn AG. Zudem wurde die Anbindung an die Südtangente unter Einbindung des Neckarauer Übergangs neu realisiert.
Durch die Eisenbahn von der Innenstadt getrennt, ist der Stadtteil seit den 1870er Jahren durch eine Gleisunterführung (Tunnelstraße, im Volksmund „Suezkanal“) angebunden. Nach Aufschüttung einer Rampe zwischen Hauptbahnhof und Schloss, dem sogenannten „Beckebuckel“ (nach dem damaligen Oberbürgermeister Otto Beck), kam 1897 die Lindenhofüberführung hinzu. Weitere Verbindungen Richtung Norden stellen die Südtangente und bereits seit 1887 der zuletzt 2009 erneuerte Neckarauer Übergang her. Die Lindenhofüberführung wurde 1956 zur Elektrifizierung der darunter verlaufenden Bahngleise um 57 cm angehoben. Neben der alten Überführung wurde 1982 ein neues Bauwerk dem Straßenverkehr übergeben und 1983 die alte Brücke abgetragen. 1995 wurde dort beim Bau der Straßenbahn-B-Linie eine zweite Brücke für Straßenbahn und den Straßenverkehr Richtung Innenstadt neu errichtet. Dem Fußgängerverkehr dienen darüber hinaus mehrere Unterführungen sowie ein Übergang über die östlichen Bahnhofsgleise.